# Max Bacon
Max Bacon je britský rockový zpěvák, známý především jako hlavní vokalista superskupiny GTR z 80. let 20. století. Kromě toho byl také v první polovině 80. let vedoucím méně známých kapel jako Moby Dick, Nightwing, Phenomena nebo Bronz.
Od druhé poloviny 80. let Bacon spolupracoval s různými muzikanty (např. Mike Oldfield nebo Steve Howe).

## Sólová diskografie
- The Higher You Climb (1996)
- From the Banks of the River Irwell (2002)